# Icteranthidium abbasi
Icteranthidium abbasi är en biart som först beskrevs av Warncke 1982.  Icteranthidium abbasi ingår i släktet Icteranthidium och familjen buksamlarbin. Inga underarter finns listade i Catalogue of Life.